# District d'At-Bachy
Le district d'At-Bachy appartient à la province de Naryn au Kirghizstan. Son chef-lieu est la ville d'At-Bachy.

## Situation
Le district d'At-Bachy, d'une superficie de 15 354 km2, se trouve au sud-est de la province de Naryn. C'est une région de très hautes montagnes frontalière de la Chine : ses plateaux se trouvent en totalité à plus de 2 000 m et même, pour le quart sud, à plus de 3 000 m. Il s'y trouve un lac endoréique, le Tchatyr-Koul, d'une superficie d'environ 150 km2. Au nord, le jouxtent les districts d'Ak-Talaa et de Naryn.

## Géographie humaine
L'altitude moyenne du district et son climat expliquent qu'il soit si peu peuplé : 61 793 habitants en 2015. Les 180 derniers kilomètres de la route nationale EM-07 (ancienne route fédérale A365), reliant le chef-lieu Naryn à la ville de Kachgar au Xinjiang, via le col de Torougart, traversent ce raïon.
Outre les cimes majestueuses, l'une des attractions touristiques du pays est le caravansérail de Tach Rabat, un gite d'étape du XVe siècle particulièrement bien conservé. Il se trouve à 3 105 m d'altitude, dans la vallée du Tach Rabat, affluent du Karakoyun.

## Divisions

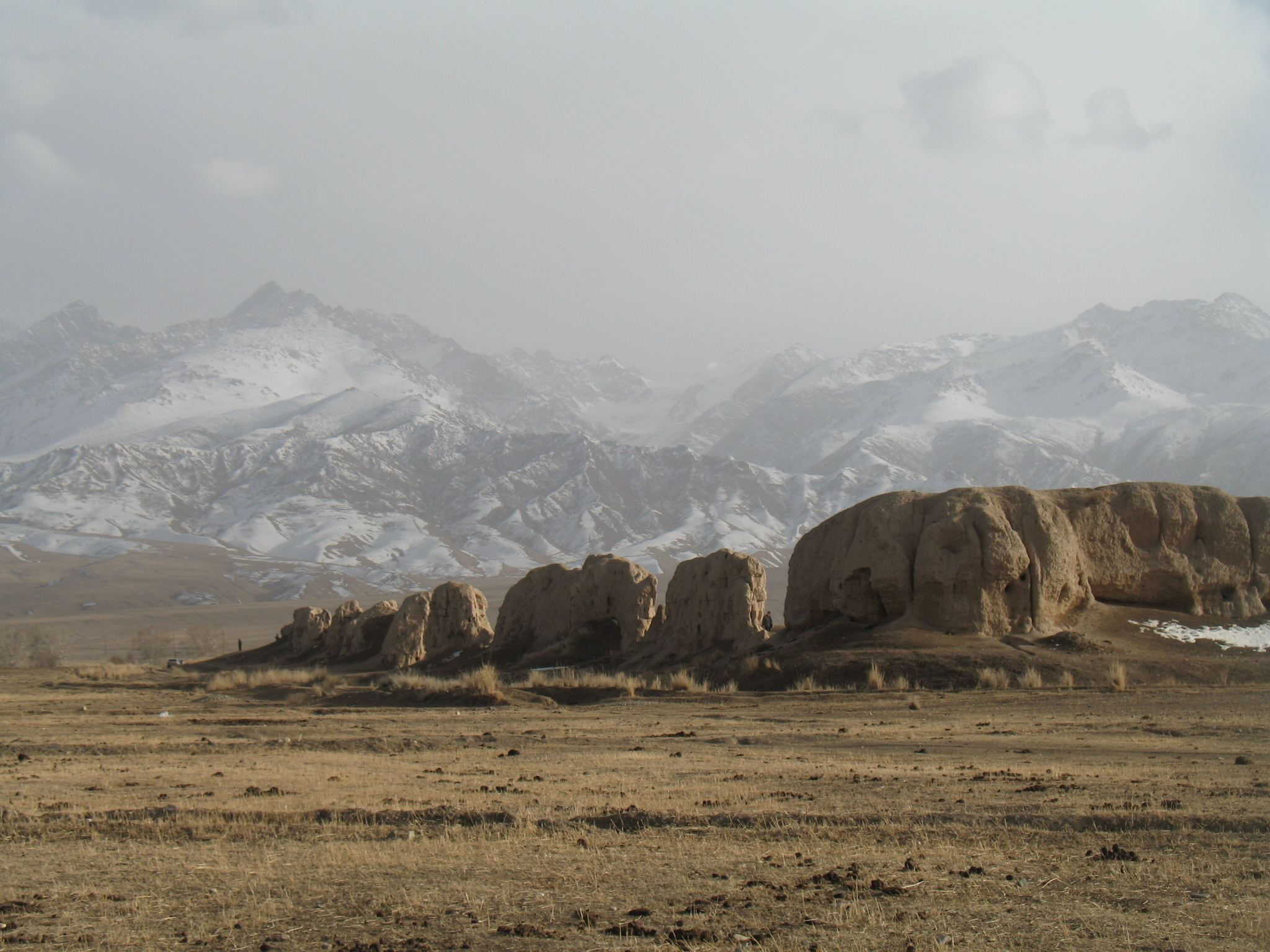
Ruines de la forteresse de Kochoï-Korgon vues du nord-ouest

Le district compte onze administrations municipales :
1. Aq-Djar
2. Aq-Moïun
3. Aq-Muz
4. Aq-Talaa
5. At-Bachy
6. Atcha-Qaïyndy
7. Bach-Qaïyndy
8. Qazybeq
9. Qara-Koïun
10. Qara-Suu
11. Taldy-Suu

## Population
Le district comptait 49 238 habitants en 2009 en quasi-totalité d'ethnie kirghize. Les principales tribus sont les Tcheriqs, les Sarybarychs et les Mongoldors.